# Francesco Basili
 (juillet 2025).
Pour les articles homonymes, voir Basili.
Francesco Basili, ou Basily ou encore Basilj, né le 31 janvier 1767 à Loreto et mort le 25 mars 1850 à Rome, est un maître de chapelle et un compositeur italien.

## Biographie
Francesco Basili est né le 31 janvier 1767 à Loreto. Son père est Andrea Basili (en)(ou Basilj ou même Basily) (1705-1777), directeur de la chapelle musicale locale, organiste et compositeur. Le père appela Francesco pour le placer sous la bénédiction de saint François. Francesco a montré un grand talent musical à un âge très précoce. Il a étudié la musique à Loreto, sous la direction de son père et de G. B. Borghi. Quand son père est mort, il s'est installé à Rome, pour étudier avec Joseph Jannacconi, maître de chapelle du pape et célèbre compositeur de l'église, à l'Académie nationale Sainte-Cécile. En 1783 (16 octobre), après avoir réussi l'examen, il a été accepté en tant que membre de l'Académie nationale Sainte-Cécile. Il a été nommé premier maître de chapelle à Foligno (1786-9), puis à Macerata (1789-1803) et enfin Loreto (1809-1828). Dans le même temps, il était admiré dans de nombreux théâtres italiens en tant que compositeur de musique pour les opéras. De 1827 à 1837, il a été directeur du Conservatoire de Milan, et comme "censeur" a été amené à examiner le jeune Giuseppe Verdi et à refuser son entrée au conservatoire, refus qui est entré dans l'histoire. Insatisfait par sa charge, en 1837, il est entré en tant que maître de chapelle à la Cappella Giulia à Saint-Pierre au Vatican. Il a également été membre des Académies de Bologne, Rome, Modène et Preussische Königliche Akademie der Künste à Berlin. Il est mort à Rome 25 mars 1850. Il est le père du compositeur Basilio Basili.

## Activité musicale
Basili a été l'un des derniers grands maîtres produits par l'école du XVIIIe siècle. Son style, de forme classique, peut être comparé à celui de Spontini. Son activité principale de maître de chapelle lui a permis de composer de nombreuses œuvres d'art sacré qui comprennent des antiennes, psaumes, motets, un Miserere, un oratorio et même quatre messes de requiem. Pour ce répertoire, il est généralement universellement connu. Mais François Basili a également composé des symphonies, des chansons, des sonates pour piano ainsi que des opéras. Son travail dans ce domaine comprend 13 ouvrages, dont le plus connu est «Gl'Illinesi", sur un livret de Felice Romani, créé à la Scala le 26 janvier 1819.
Quant à la fameuse histoire du «refus» de Giuseppe Verdi, il faut dire pour être précis que Francesco Basili était président de la Commission, qui a examiné la demande d'admission de Giuseppe Verdi et a donné une réponse négative. Certains prétendent que l'échec a probablement eu lieu non pas parce que la Commission n'avait pas compris la capacité du jeune homme de Busseto, mais parce qu’il ne remplissait pas les conditions prévues par le règlement pour l'attribution de la bourse. Francesco Basili, en sa qualité de président, a signé le procès-verbal de l'examen, dans lequel est déclaré, en ce qui concerne l’épreuve de piano:   « [...] Verdi aurait besoin de changer la position de sa main, [chose qui], vu son  âge de 18 ans, lui sera difficile [...] En ce qui concerne les compositions qu'il présente comme siennes, en appliquant soigneusement et patiemment les règles du contrepoint, il sera capable de développer son inventivité propre qui se manifeste chez lui, et donc de réussir probablement dans le domaine de la composition». Seul Alessandro Rolla, un violoniste distingué et autre membre de la Commission, a exprimé un avis favorable pour l'admission de Verdi au Conservatoire. Ce même Rolla, plus tard, a conseillé au jeune Verdi déçu de s’adresser à Vincent Lavigna, titulaire du clavecin de La Scala, pour pouvoir continuer avec lui, en privé, l'étude du contrepoint. Verdi a ressenti son rejet du Conservatoire comme une sorte d'«insulte», la pire qu'il ait jamais reçue. Verdi a conservé toute sa vie le dossier de sa demande d'admission, ainsi qu’une feuille, sur laquelle avait été écrit de sa propre main: «a été refusé». En 1900, lorsque le ministre de l'Éducation Guido Baccelli s'adressera à Verdi pour que le maître accepte de donner son nom au Conservatoire de Milan, il obtiendra un refus poli, mais ferme. Et Verdi a déclaré: «Je n'ai pas été accepté quand j’étais jeune, je ne le serai pas maintenant que je suis vieux!» L'Institut de Milan a cependant reçu le nom de Giuseppe Verdi.

## Compositions

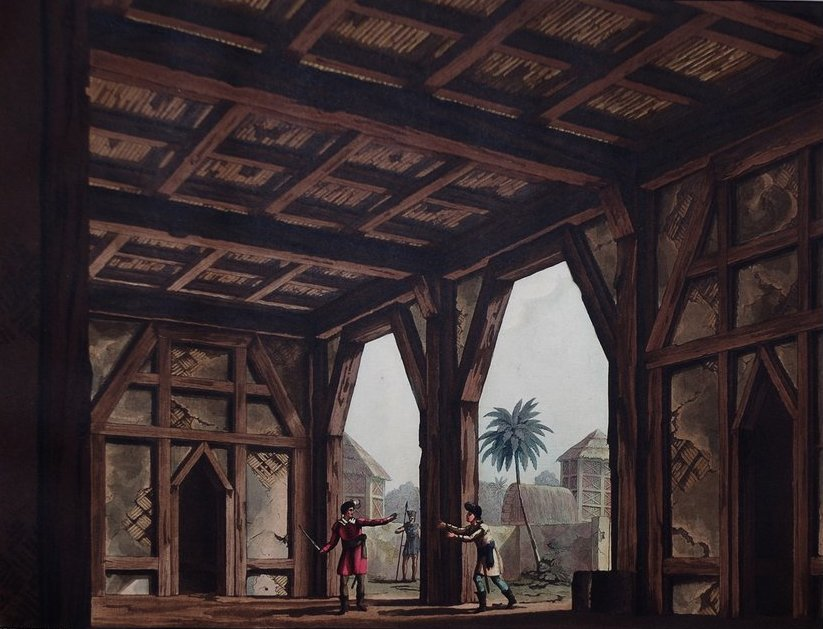
Décor d'Alessandro Sanquirico pour la représentation de Gl'illinesi de Basili à La Scala de Milan en 1819.

- Ave Maria  Mottet à 4 voix et orgue.
- Miserere  a 4 voci concertato.
- Miserere  à 8 voix dont 8 voix de chœur.
- Messa di Requiem (1802).
- Messa di Requiem à 3 voix.
- Gran Messa di Requiem à 4 voix.
- Messa di Requiem (1816) à la mémoire de son maître Giuseppe Jannacconi (1741 - 1816).
- Regina Coeli, antifona per cori concertati ed orchestra.
- Justorum animae, Offertorio à 4 voix.
- Confitebor, dal Salmo CX à 4 voix et grand orchestre.
- Christus factus est
- Domine! Salvum fac Imperatorem nostrum  (circa 1830)
- Qui Sedes , pour soprano et orgue.
- Sinfonia a piena orchestra sullo stile d’Haydn (1841)
- 1  La bella incognita, farsa en 2 actes (Rome, Carnaval 1788)
- 2  La Locandiera, farsa en 2 actes (Rome, Carnaval 1789)
- 3  Achille all’assedio di Troia, (Florence, 1797)
- 4  Il ritorno di Ulisse, dramma en 3 actes (Florence, 1er septembre 1798) sur un livret de G. B. Moniglia.
- 5  Antigona, dramma serio en 2 actes (Venise, 5. dicembre 1799) sur un livret de G. Rossi.
- 6  Conviene adattarsi, farsa en 1 acte (Venise, automne 1801).
- 7  L'unione mal pensata, dramma en 1 acte (Teatro Venier de Venise, 27 dicembre 1801).
- 8  Lo Stravagante ed il dissipatore", dramma giocoso en 2 actes (Gran Teatro La Fenice de Venise, printemps 1805) sur un livret de G. M. Foppa.
- 9  L'Ira d'Achille, dramma serio en 3 actes (Gran Teatro La Fenice de Venise, 30 janvier 1817) sur un livret de Paolo Pola.
- 10  L'Orfana egiziana, dramma en 3 actes (Gran Teatro La Fenice de Venise, janvier 1818).
- 11  Gl' Illinesi melodramma serio en 2 actes (Regio teatro alla Scala de Milan, 26 janvier 1819) sur un livret de Felice Romani.
- 12  Il Califo e la schiava, melodramma en 2 actes (Regio teatro la Scala d Milan, 21 août 1819), sur un livret de Felice Romani.
- 13  Isaura e Ricciardo, opera seria en 2 actes (Teatro Valle de Rome, 29 gennaio 1820) sur un livret de Cesare Sterbini).
- 14  Sansone, azione tragico-sacra en 3 parties: Sansone in Tamnata, Sansone in Gaza, La caduta del tempio di Dagone (Real Teatro San Carlo de Naples, 20 mars 1824) sur un livret de Andrea Leone Tottola.
- 15  La sconfitta degli Assiri, oratorio.
- 16  Arianna e Teseo, cantate.